# Tony Adams
Pour les articles homonymes, voir Adams.
Tony Alexander Adams, né le 10 octobre 1966 à Romford en Londres, est un footballeur international anglais qui a évolué au poste de défenseur entre 1983 et 2002. 
Il passe la totalité de sa carrière de joueur à Arsenal où il porte le brassard de capitaine de 1988 à 2002. Il est célèbre aussi pour être, depuis 2002, l'un des rares joueurs de champ à avoir remporté le championnat d'Angleterre lors de trois décennies différentes (les autres joueurs à avoir réussi cet exploit sont Alan Hansen en 1990, Lee Dixon en 2002, Ryan Giggs et Paul Scholes en 2011).
En novembre 2003, il se reconvertit entraîneur.
Outre le football, il se passionne pour le rugby à XIII , et il est nommé Chairman de la Fédération anglaise (RFL)  en 2018 et 2019.

## Biographie

### En club
Adams rejoint Arsenal alors qu'il n'a que 16 ans. À 17 ans il fait ses débuts professionnels contre Sunderland le 5 novembre 1983. Avec Lee Dixon, Nigel Winterburn et Steve Bould, ils forment the famous four, surnom qui désigne la ligne de défense dirigée par George Graham. Le 1er janvier 1988, Tony Adams devient le plus jeune capitaine des Gunners puisqu'il prend le brassard alors qu'il n'a que 21 ans. Il le gardera pendant 14 ans.
La défense sera un élément clé de la victoire du club en League Cup 1986-87 puis lors des deux championnats de première division 1988-1989 et 1990-1991. Lors de la saison 1992-1993, Adams devient le premier capitaine du club à réussir le doublé League Cup-Coupe puis remporte la Coupe d'Europe des vainqueurs de coupe de football la saison suivante.
Par la suite des problèmes d'alcool nuiront à sa carrière. En 1996, l'arrivée d'Arsène Wenger lui permet de se relancer. En effet, en suivant l'hygiène de vie imposée à ses joueurs par le technicien français, Adams retrouve le chemin des terrains et remporte deux doublés championnats-coupes en 1997-1998 et 2001-2002. Il est à ce jour le seul capitaine anglais à avoir porté le brassard lors de trois victoires en coupe nationale durant trois décennies différentes.
Après son second doublé en 2002, Adams met fin à sa carrière de joueur. Il aura en tout joué 668 matchs pour Arsenal (seul David O'Leary a fait plus) et détient le meilleur palmarès des capitaines du club. Le numéro 6 a été retiré après sa retraite jusqu'en 2005-2006 où il a été attribué au défenseur suisse Philippe Senderos.
En 2004, Tony Adams est introduit à l'English Football Hall of Fame.

### En sélection
Adams fait ses débuts internationaux contre l'Espagne en 1987. Il participe ensuite à l'Euro 1988. De mauvaises performances en blessures, il manque la Coupe du monde 1990 puis l'Euro 1992, à la suite du terrible échec de l'Euro, il devient un titulaire en défense. Après la fin de carrière de David Platt, Adams devient capitaine de l'équipe d'Angleterre lors de l'Euro 1996. Il participe à la Coupe du monde 1998, mais sans le brassard que le nouveau sélectionneur Glenn Hoddle a confié à Alan Shearer, un brassard qu'il récupère en 2000 après le départ de ce dernier. L'arrivée de Sven-Göran Eriksson à la tête de l'équipe d'Angleterre puis l'éclosion de Rio Ferdinand contraignent Adams à prendre à son tour sa retraite internationale.

### Carrière d'entraîneur
Après avoir obtenu un diplôme de sport science à l'université de Brunel, Adams devient l'entraîneur de Wycombe Wanderers Football Club en novembre 2003. Il ne peut cependant éviter la relégation du club en League two. En juillet 2005, il rejoint  le staff de l'équipe junior du Feyenoord Rotterdam. Il fait un court passage au FC Utrecht au début 2006 puis en juin de la même année, il devient l'assistant de Harry Redknapp, l'entraîneur de Portsmouth Football Club. À la suite du départ de Harry Redknapp à Tottenham Hotspur, il devient le 28 octobre 2008 le manager du Portsmouth Football Club. Il est remercié par le club le 9 février 2009 après n'avoir gagné que deux des seize matchs où il a officié sur le banc du club. Sans poste depuis son licenciement de Portsmouth, il devient entraineur le 12 mai 2010 du modeste club du Qəbələ FK en Azerbaïdjan. Le 17 novembre 2011, Adams quitte le club caucasien.
Le 10 avril 2017, il devient entraîneur du Grenade CF mais il ne parvient pas à sauver le club andalou de la relégation en D2.

## Palmarès

### En club
- Vainqueur de la Coupe d'Europe des Vainqueurs de Coupe en 1994 avec Arsenal
- Vainqueur du Championnat d'Angleterre en 1989, en 1991, en  1998 et en 2002 avec Arsenal
- Vainqueur de la Coupe d'Angleterre en 1993, en 1998 et en 2002 avec Arsenal
- Vainqueur de la Coupe de la Ligue en 1987 et en 1993 avec Arsenal
- Vainqueur du Community Shield en 1991, en 1998 et en 1999 avec Arsenal
- Finaliste de la Supercoupe d'Europe en 1994 avec Arsenal
- Finaliste de la Coupe d'Europe des Vainqueurs de Coupe en 1995 avec Arsenal
- Finaliste de la Coupe de l'UEFA en 2000 avec Arsenal

### EnÉquipe d'Angleterre
- 66 sélections et 5 buts entre 1987 et 2000
- Participation au Championnat d'Europe des Nations en 1988 (premier tour) et en 1996 (1/2 finaliste)
- Participation à la Coupe du monde en 1998 (1/8 de finaliste)

### Distinctions individuelles
- Élu meilleur jeune joueur PFA de First Division en 1987
- Nommé dans l'équipe-type PFA de l'année de First Division/Premier League en 1987, en 1994, en 1996 et en 1997
- Intronisé au English Football Hall of Fame en 2004

## Ouvrage
- avec Ian Ridley, Addicted, Harper Collins, 1998, 384 p.